# Любуня Володимир Васильович
Володимир Васильович Любуня (2003—2023) — український військовослужбовець, солдат Національної гвардії України, учасник російсько-української війни, який відзначився і загинув під час відбиття російського вторгнення в Україну. учасник російсько-української війни, що відзначився у ході російського вторгнення в Україну.

## Життєпис
Народився 21 жовтня 2003 року в м. Вінниця. Закінчив вінницький ліцей № 9. З дитинства захоплювався спортом — займався легкою атлетикою, а також рукопашним боєм.
З перших днів російського вторгнення в Україну добровольцем став на захист країни. Розпочав службу в полку «Азов», згодом — у батальйоні «Донбас».
Загинув 20 грудня 2023 року біля с. Терни Донецької області під час виконання бойового завдання.
Похований у м. Вінниця на Алеї Слави Сабарівського кладовища.

## Нагороди
- Орден «За мужність» III ступеня (25 березня 2024, посмертно) — за особисту мужність і самовідданість, виявлені у захисті державного суверенітету та територіальної цілісності України, сумлінне та бездоганне служіння Українському народові[3].

## Вшанування
18 травня 2025 року під час ХХХ вшанувань Героїв Холодного Яру, на Пантеоні Героїв біля Мотриного монастиря урочисто відкрито нові пам’ятники шести полеглим борцям за Українську державу, серед яких Любуня-«Інструктор» Володимир Васильович .